# Џејмс Франк
Џејмс Франк (26. август 1882. — 21. мај 1964) био је немачки физичар који је 1925. године освојио Нобелову награду за физику са Густавом Херцом "за откриће законитости при судару електрона и атома". Био је волонтер у немачкој војсци у Првом светском рату. Озбиљно је повређен 1917. године и награђен је Гвозденим крстом прве класе.